# Ilerdià
L'Ilerdià és un estatge (pis) dins la taula dels temps geològics. Es troba a l'Eocè i, concretament, engloba un interval de temps comprès entre els 55,8 i 52,8 milions d'anys aproximadament.
L'estratotip de l'Ilerdià va ser definit a la zona de Tremp, capital del Pallars Jussà, a Lleida. D'aquí en prové el nom, Ilerda és l'antic nom llatí de Lleida. Biostratigràficament, l'Ilerdià, fou definit per Lukas Hottinger i Hans Schaub (1960) basant-se en la biozonació de macroforaminífers.

## Sedimentació ilerdiana
La sedimentació ilerdiana a l'àmbit de Catalunya es caracteritza per una ràpida transgressió marina sobre les fàcies continentals Garumnianes. Els sediments corresponents són les calcàries amb alveolines. Consisteix en una formació carbonàtica rica en alveolines i nummulits (fòssil exclusiu d'aquest estatge), caracteritzada per un aprofundiment dins la conca sedimentària. Entre les calcàries amb alveolines i nummulits, les roques carbonatades típiques d'aquest estatge també inclouen altres microfòssils, tals com: Assilines (i Operculines) de diferents tipus, Turriteles (espècie: Turritela trempina a la zona de Tremp) i també briozous, mol·luscs i gastròpodes.
Les roques carbonatades són principalment calcàries i margues. Ambdues contenen el registre fòssil anteriorment anomenat.